# Lonva
Lonva (vitryska: Лонва) är ett vattendrag i Belarus.   Det ligger i voblasten Minsks voblast, i den norra delen av landet, 80 km norr om huvudstaden Minsk.
I omgivningarna runt Lonva växer i huvudsak blandskog. Runt Lonva är det glesbefolkat, med 14 invånare per kvadratkilometer.